# Xanthoparmelia neopropagulifera
Xanthoparmelia neopropagulifera är en lavart som först beskrevs av Vilmos Kőfaragó-Gyelnik och som fick sitt nu gällande namn av Mason Ellsworth Hale. 
Xanthoparmelia neopropagulifera ingår i släktet Xanthoparmelia och familjen Parmeliaceae. Inga underarter finns listade i Catalogue of Life.